# Atlètic Terrassa HC
Maillots
Atlètic Terrassa Hockey Club, également connu sous le nom de Atlètic Terrassa, est un club de hockey sur gazon basé à Terrassa, Catalogne, Espagne. Le club a été fondé en 1952. Leur équipe masculine senior de hockey sur gazon joue dans la División de Honor et la Copa del Rey. Ils ont aussi régulièrement représenté l'Espagne en Euro Hockey League. Leur équipe féminine senior de hockey sur gazon joue dans la División de Honor et dans la Copa de la Reina. En plus du hockey sur gazon, le club organise également des équipes dans divers autres sports et activités, notamment tennis, padel, basketball, futsal, natation, gymnastique et golf.

## Histoire
Atlètic Terrassa a été fondée en 1952. Ils ont remporté leur premier titre de la División de Honor en 1982-1983 et ont ensuite remporté neuf titres consécutifs entre cette date et 1990-1991. Entre 2003-2004 et 2011-2012, ils ont remporté la División de Honor huit saisons sur neuf,. L'Atlètic a remporté sa première Copa del Rey en 1983-1984 et a ensuite remporté cinq tournois consécutifs entre cette date et 1987-1988. En 2014-2015, ils ont remporté leur 16e Copa del Rey après avoir battu le Real Club de Polo dans une séance des tirs au but.

## Euro Hockey League
L'Atlètic Terrassa a régulièrement représenté l'Espagne en Euro Hockey League. Leur meilleure performance dans la compétition a été en 2015-2016 lorsqu'ils ont terminé quatrièmes,,.

## Can Salas
Atlètic Terrassa est basé à Can Salas, situé près de Sant Llorenç del Munt et limitrophe de Terrassa, Sabadell, Matadepera et Castellar del Vallès. Le club rachète les anciens vignobles en 1967 et s'agrandit progressivement jusqu'à acquérir 60 hectaress. La construction a commencé en janvier 1968 et le terrain a été officiellement inauguré en 1969,. En plus d'accueillir la Copa del Rey et la Copa de la Reina, Can Salas et Atlètic Terrassa ont également accueilli des tournois internationaux à leur stade de hockey appelé Estadi de Hockey Josep Marquès, y compris le Champions Trophy masculin 2006 et le premier tour de l'Euro Hockey League 2010-2011.

## Joueurs

### Internationaux masculins
Espagne
- Jaime Arbós
- Juan Arbós
- Javier Arnau
- Jordi Arnau
- Jordi Carrera
- Miguel Chaves
- Miguel Delàs
- Sergi Enrique
- Xavier Escudé
- Santi Freixa
- Joaquim Malgosa
- Santiago Malgosa
- Roc Oliva
- Miguel de Paz
- Xavier Ribas
- Albert Sala
- Marc Sallés

 Allemagne
- Matthias Witthaus

### Internationaux féminins
Espagne
- Silvia Bonastre
- Celia Corres
- Nuria Olivé
- Georgina Oliva
- Esther Termens

 Argentine
- Sofía Maccari
- Ayelén Stepnik

## Honneurs

### Hommes
División de Honor
- Champions (21): 1982–1983, 1983–1984, 1984–1985, 1985–1986, 1986–1987, 1987–1988, 1988–1989, 1989–1990, 1990–1991, 1993–1994, 1994–1995, 1996–1997, 2003–2004, 2004–2005, 2005–2006, 2006–2007, 2008–2009, 2009–2010, 2010–2011, 2011–2012, 2016–2017
- Vice-champions (10): 1991–1992, 1992–1993, 1995–1996, 1997–1998, 1998–1999, 1999–2000, 2000–2001, 2001–2002, 2007–2008, 2020–2021

Copa del Rey
- Champions (17): 1983–1984, 1984–1985, 1985–1986, 1986–1987, 1987–1988, 1989–1990, 1990–1991, 1991–1992, 1993–1994, 1994–1995, 1996–1997, 2000–2001, 2001–2002, 2005–2006, 2009–2010, 2014–2015, 2021–2022

Euro Hockey League
- Vice-champions (1): 2021

Coupe d'Europe de hockey sur gazon des clubs champions
- Champions (2): 1985, 1998
- Vice-champions (7): 1987, 1989, 1990, 1991, 1992, 2006, 2007

Coupe d'Europe de hockey sur gazon des clubs gagnants
- Champions (2): 1994, 2000

Championnat de Catalogne
- Champions (17): 1979–1980, 1982–1983, 1984–1985, 1985–1986, 1986–1987, 1987–1988, 1988–1989, 1989–1990, 1990–1991, 1992–1993, 1994–1995, 1995–1996, 1996–1997, 2002–2003, 2003–2004, 2004–2005, 2020–2021

Coupe d'Europe de hockey en salle
- Champions (1): 1999
- Vice-champions (2): 2002, 2010

### Dames
Championnat de Catalogne
- Champions (3): 1988, 2007, 2009